# (33427) 1999 DZ2
(33427) 1999 DZ2 est un astéroïde de la ceinture principale d'astéroïdes découvert en 1999.

## Description
(33427) 1999 DZ2 a été découvert le 21 février 1999 à l'observatoire astronomique d'Ōizumi, situé à Ōizumi, dans la préfecture de Gunma, au Japon, par Takao Kobayashi.

### Caractéristiques orbitales
L'orbite de cet astéroïde est caractérisée par un demi-grand axe de 2,30 ua, un périhélie de 2,05 ua, une excentricité de 0,11 et une inclinaison de 6,55° par rapport à l'écliptique. Du fait de ces caractéristiques, à savoir un demi-grand axe compris entre 2 et 3,2 ua et un périhélie supérieur à 1,666 ua, il est classé, selon la JPL Small-Body Database, comme objet de la ceinture principale d'astéroïdes.

### Caractéristiques physiques
(33427) 1999 DZ2 a une magnitude absolue (H) de 15,0 et un albédo estimé à 0,234.